# Spar Nord Arena Nykøbing Falster
|  |

Sălile Nykøbing Falster (în daneză Nykøbing Falster Hallerne), denumite din motive de sponsorizare Arena Spar Nord Nykøbing Falster (în daneză Spar Nord Arena Nykøbing Falster), situată în Nørre Boulevard 4A, sunt un complex sportiv multifuncțional din Nykøbing Falster, Danemarca. Este folosit ca bază locală pentru echipele masculine și feminine de handbal, volei, baschet, gimnastică, badminton și fotbal în sală din oraș, precum Nykøbing Falster Håndboldklub.
Complexul sportiv, inaugurat în 1969, este format din trei sali de sport și trei săli pentru gimnastică și dans sportiv. Sala 1 (în daneză Hal 1), în care Nykøbing Falster Håndboldklub își desfășoară meciurile de pe teren propriu, dispune de un teren de joc care măsoară 40x20 m, poate găzdui 1.300 spectatori la jocurile de echipă în sală și este dotată cu patru ecrane LED, fiecare având 4x2 m. Sala este folosită pentru handbal, meciuri de box, concerte, expoziții și târguri. Sala 2 (în daneză Hal 2), situată lângă Sala 1 și conectată de aceasta, dispune de un teren de joc care măsoară 38x18 m. Sala 3 (în daneză Hal 3) dispune de un teren de joc care măsoară 40x20 m, poate găzdui 300 spectatori la jocurile de echipă în sală, este dotată cu două ecrane LED, fiecare având 4x2 m și este folosită pentru baschet, volei și handbal.
De asemenea există două săli de conferințe cu capacitatea de 100 respectiv 20 de persoane, o cafenea, lângă Sala 1, deschisă de luni până vineri între orele 16 și 21 și un restaurant la etajul I iar în întreaga clădire este disponibilă o rețea Wi-Fi.